# NGC 2766
NGC 2766 (другие обозначения — UGC 4801, MCG 5-22-9, ZWG 151.14, PGC 25735) — спиральная галактика в созвездии Рака. Открыта Эдуардом Стефаном в 1884 году.
Галактика имеет морфологический тип (R1R2′)SAB(r)a, то есть обладает внешней кольцеподобной структурой типа R1R2′. Галактика довольно сильно наклонена к картинной плоскости, что затрудняет её анализ. Галактика также обладает внутренним кольцом, которое внешне напоминает бар, но самого бара в галактике нет.
Этот объект входит в число перечисленных в оригинальной редакции «Нового общего каталога».